# Roberto Nicolás Medina
Roberto Nicolás Medina (Córdoba, 16 de marzo de 1936 - Buenos Aires, 25 de noviembre de 1999)  fue un director de teatro, profesor de teatro, actor y dramaturgo. Se lo reconoce como un dramaturgo sensible y talentoso, y un director de escena con agudo sentido moderno.

## Actividad profesional
Atraído desde muy joven por el teatro, se vinculó como actor a diversos conjuntos vocacionales.
Posteriormente se inclinó por la dramaturgia, y en 1958 estrenó su primera obra, Cuatro paredes, por la que obtuvo el Primer Premio de Teatro Universitario, a la que siguieron Próxima estación, Personajes en la sala, Hogueras a la hora de la siesta, Orfeo en las tinieblas, Una sombra en el pajonal y La larga noche de Alcestes, entre otras, que lo convirtieron en un autor de relevantes éxitos.
También presentó piezas para niños, entre ellas El circo del caballito azul, La murga de Juan, El vagabundo de la luna y La loca historia de un delfín. obra esta última por la que fue galardonado en 1985 con el premio Argentores. 

## Algunas de sus obras
- La cometa azul
- Una sombra en el pajonal
- Las cuatro paredes
- La murga de Juan
- Erase un viejo pirata
- El vagabundo de la luna y la murga de Juan
- El vagabundo de la luna
- El último apoliyo (un velorio sin difunto)
- Cita en la madrugada
- Bienvenido, Mister Batman (la visita que no toco el timbre)
- Bajo sospecha
- Las cosas no son como son
- El circo del caballito azul
- Esta tonina está loca, loca
- Próxima estación
- Personajes en la sala
- Hogueras a la hora de la siesta
- Orfeo en las tinieblas
- Una sombra en el pajonal
- La larga noche de Alcestes